# Papiro 104
Il Papiro 104 ({\displaystyle {\mathfrak {p}}}104) è un piccolo frammento (6.4 per 9.5 cm) contenente due brani in lingua greca del Vangelo secondo Matteo, 21:34-37 al recto e spezzoni dei versetti 21:43,45 al verso.
Datato al tardo II secolo, è il più antico testimone del Vangelo secondo Matteo, ed è conservato alla Sackler Library, a Oxford. Fa parte della collezione dei Papiri di Ossirinco (P.Oxy.LXIV 4404).

## Contenuto del papiro
Il papiro contiene sei versetti dal Vangelo secondo Matteo e, malgrado la condizione frammentaria, è stato datato al tardo II secolo.
Il testo del manoscritto concorda pienamente con le versioni NA27/UBS4, con l'unica eccezione della mancanza del versetto 21:44. Questo versetto è omesso in altri manoscritti, come il Codex Bezae, Minuscolo 33, alcuni manoscritti latini antichi, Sinaiticus Siriano (syrs), Diatessaron, Sinaiticus, Vaticanus, Ephraemi, Regius, Washingtonianus, e Dublinensis. Tale verso appartiene alle cosiddette non-interpolazioni occidentali, e fa di {\displaystyle {\mathfrak {p}}}104 il più antico testimone della natura spuria di questa interpolazione.

## Testo
Il papiro è scritto su ambo i lati, e le porzioni sopravvissute includono parte dei margini superiore ed esterno della pagina. Poiché il testo del verso è praticamente illeggibile, si fornisce solo il testo del recto.
Vangelo secondo Matteo 21:34-37 (recto)
ΣTEIΛEN TOYΣ ΔOYΛOYΣ AYTOY ΠPOΣ

TOYΣ ΓEΩPΓOYΣ ΛABEIN TOYΣ KAP-

ΠOYΣ AYTOY KAI ΛABONTEΣ OI ΓEΩP-

ΓOI TOYΣ ΔOYΛOYΣ AYTOY ON MEN

EΔEIPAN ON ΔE AΠEKTEINAN ON

ΔE EΛIΘOBOΛHΣAN ΠAΛIN AΠE-

ΣTEIΛEN AΛΛOYΣ ΔOYΛOYΣ ΠΛEIO-

NAΣ TΩN ΠPΩTΩN KAI EΠOIHΣAN

AYTOIΣ ΩΣAYTΩΣ YΣTEPON ΔE AΠE-

ΣTEIΛEN»
steilen tous doulous autou pros

tous geōrgous labein tous kar-

pous autou kai labontes oi geōr-

goi tous doulous autou on men

edeiran on de apekteinan on

de elithobolēsan palin ape-

steilen allous doulous pleio-

nas tōn prōtōn kai epoiēsan

autois ōsautōs usteron de ape-

steilen»
quei vignaioli a ritirare il raccolto

e ciò che era suo. Ma quei vignaioli presero

i servi e

ne bastonarono uno e uccisero l'altro,

l'altro lo lapidarono. Di nuovo, mandò

altri servi, più numerosi

dei primi; ma quelli si

comportarono nello stesso modo. Da ultimo mandò loro...»
Un totale di 110 lettere leggibili sono presenti sul recto del frammento, rappresentando 18 delle 24 lettere dell'alfabeto greco; zeta, theta, xi, phi, chi, e psi mancano. «Lo scriba usa spiriti gravi, ma nessuna altra caratteristica lezionaria o punteggiatura». La mano è "antica", vale a dire anteriore al 250.